# ジャムス東郊空港
ジャムス東郊空港（じゃむすとうこうくうこう）は中華人民共和国黒龍江省ジャムス市東風区にある空港である。

## 概要
ジャムス東郊空港は1932年（大同元年）にジャムス市の市街地から約9km離れた場所に建設され、1998年にはジャムス市主導のもと大規模な改修工事が行われた。

## 就航路線

### 国内線
| 航空会社     | 就航地                          |
| ------------ | ------------------------------- |
| 中国国際航空 | 北京/首都、北京/大興、上海/浦東 |
| 中国東方航空 | 上海/浦東、煙台、青島、済南     |
| 中国南方航空 | 大連                            |
| 成都航空     | 撫遠                            |
| 海南航空     | 北京/首都                       |
| 山東航空     | 煙台                            |

### 国際線
| 航空会社     | 就航地      |
| ------------ | ----------- |
| チェジュ航空 | ソウル/仁川 |